# Blithfield
Blithfield är en civil parish i Storbritannien.   Den ligger i grevskapet Staffordshire och riksdelen England, i den södra delen av landet, 190 km nordväst om huvudstaden London. Antalet invånare är 230. Arean är 11,1 kvadratkilometer.
Terrängen i Blithfield är platt.